# Карпенко Анатолій Миколайович
Анато́лій Микола́йович Карпе́нко (нар. 20 березня 1938 , Червоний Яр, Дніпропетровська область  — 21 липня 2021 , Тернопіль ) — український радянський діяч, будівельник, новатор виробництва. Герой Соціалістичної Праці (1981). Кандидат у члени ЦК КПУ в 1971—1976 р. Член ЦК КПУ в 1976—1990 р.

## Життєпис
Анатолій Миколайович Карпенко народився 20 березня 1938 року в селі Червоний Яр, нині Яр Криворізького району Дніпропетровської області в родині Героя Радянського Союзу Миколи Григоровича Карпенка.
У 1956 році закінчив Криворізьку будівельну школу Дніпропетровської області, Тернопільський фінансово-економічний інститут (нині національний економічний університет).
Працював будівельником.
Член КПРС із 1963 року.
Від 1965 — в Тернополі, живе на вулиці імені свого батька. У 1966—1998 р. — монтажник, бригадир комплексної бригади будівельно-монтажного управління «Промбуд» Тернопільського управління будівництва, голова профспілкового комітету «Промбуду».
Потім — на пенсії в місті Тернополі.
Мав двох дітей, чотирьох онуків і трьох правнуків. Онуки Олег і Микола — служать в українському війську: Олег в механізовані бригаді, а Микола водієм у територіальному центрі комплектування та соціальної підтримки ЗСУ.
Помер 21 липня 2021 року в Тернополі.

## Нагороди
- Герой Соціалістичної Праці (19.03.1981)
- два ордени Леніна (19.03.1981)
- орден Трудового Червоного Прапора
- орден Жовтневої Революції
- медалі
- заслужений будівельник Української РСР

## У літературі
Тернопільський поет Борис Демків присвятив Анатолієві Карпенку вірш «Герой, син Героя».